# تریلر ۴۰
تریلر ۴۰ یا دلهره آور ۴۰ (انگلیسی: Thriller 40) نسخه چهلمین سالگرد انتشار تریلر (۱۹۸۲)، ششمین آلبوم مایکل جکسون، خوانندۀ آمریکایی است. آلبوم اصلی ۷۰ میلیون نسخه در سراسر جهان فروخته است و آن را به پرفروش‌ترین آلبوم تمام دوران تبدیل کرده است. تریلر ۴۰ در ۱۸ نوامبر ۲۰۲۲ توسط اپیک، لگسی رکوردینگز و ام‌جی‌جی پروداکشنز منتشر شد. این سومین انتشار مجدد تریلر است، پس از نسخه ویژه ۲۰۰۱ و تریلر ۲۵ (۲۰۰۸).